# 자바 트랜잭션 API
자바 트랜잭션 API(Java Transaction API, JTA)는 XA 리소스(예, 데이터베이스) 간의 분산 트랜잭션을 처리하는 자바 API이다. JTA는 자바 커뮤니티 프로세스중 JSR 907로 개발된 규격이다.
JTA는 다음과 같은 것을 제공한다.
- 트랜잭션 경계 설정
- X/Open XA API를 사용하는 트랜잭션 처리

## 버전의 역사
| JTA version | 발표 | 자바 플랫폼 | 중요한 변화 |
| ----------- | ---- | ----------- | ----------- |
| JTA 1.1     |      | Java EE 5   | JSR 907     |
| JTA 1.0     |      |             | JSR 907     |

## 같이 보기
- 자바 트랜잭션 서비스